# Palloptera similis
Palloptera similis is een vliegensoort uit de familie van de Pallopteridae. De wetenschappelijke naam van de soort is voor het eerst geldig gepubliceerd in 1910 door Johnson.